# Salisbury (musikalbum)
Salisbury är rockbandet Uriah Heeps andra album, släppt februari 1971. Skivtiteln kommer från Salisbury Plain, ett känt övningsområde som användes av brittiska försvaret. Albumet släpptes i en brittisk och en amerikansk version. På den brittiska versionen av albumet var en pansarvagn (Chieftain) på omslaget, på den amerikanska ett skelett. Låtlistorna var också något annorlunda. Båda versioner dominerades ändå helt av titelspåret "Salisbury", ett 16 minuter långt stycke musik som tog upp i stort hela B-sidan på LP-versionerna. Kompositionen inkluderar en 24-mannaorkester och mycket prominent användande av bleckblåsinstrument, varvat med sång och gitarrspel i olika sektioner. Skivan innehåller också den akustiskt baserade rockballaden "Lady in Black".
På insidan av de brittiska utgåvornas utvikskonvolut kunde man läsa Ken Hensleys kommentarer om varje spår på skivan.

## Låtar på albumet

### UK-versionen
1. "Bird of Prey" (Box/Byron/Hensley/Newton) - 4:13
2. "The Park" (Hensley) - 5:41
3. "Time to Live" (Box/Byron/Hensley) - 4:01
4. "Lady in Black" (Hensley) - 4:44
5. "High Priestess" (Hensley) - 3:42
6. "Salisbury" (Box/Byron/Hensley) - 16:20

### US-versionen
1. "High Priestess" (Box/Byron/Hensley/Newton) - 3:42
2. "The Park" (Hensley) - 5:41
3. "Time to Live" (Box/Byron/Hensley) - 4:01
4. "Lady in Black" (Hensley) - 4:44
5. "Simon the Bullet Freak" (Hensley) – 3:27
6. "Salisbury" (Box/Byron/Hensley) - 16:21

## Medlemmar
- David Byron - sångare
- Ken Hensley - orgel, piano och sång
- Mick Box - gitarr och sång
- Paul Newton - bas och sång
- Keith Baker - trummor

## Listplaceringar
| Lista (1971-1972) | Position            |
| ----------------- | ------------------- |
| Australien        | 19 (Go Set)         |
| Finland           | 3                   |
| Japan             | 47 (Oricon)         |
| USA               | 103 (Billboard 200) |
| Västtyskland      | 31                  |